# A Heavenly Vintage
A Heavenly Vintage ou The Vintner's Luck é um filme franco-belgo-novo-zelando-nipo-sueco de 2009, dos gêneros drama romântico e fantasia, dirigido por Niki Caro. É baseado no romance The Vintner's Luck, de Elizabeth Knox.

## Sinopse
O conto apaixonado de Sobran Jodeau (Jérémie Renier), um enólogo camponês jovem ambicioso e os três amores de sua vida - sua bela esposa Celeste (Keisha Castle-Hughes), a baronesa intelectual orgulhosa, Aurora de Valday (Vera Farmiga) e Xas (Gaspard Ulliel), um anjo que parece até uma improvável amizade duradoura, mas que beira o erotismo com ele. Sob sua orientação, Sobran é forçado a compreender a natureza do amor e crença no processo de luta com o sensual, o sagrado e o profano - em busca da safra perfeita.

## Elenco
- Jérémie Renier - Sobran Jodeau
- Vera Farmiga - Aurora de Valday
- Gaspard Ulliel - Xas
- Keisha Castle-Hughes - Celeste
- Vania Vilers - Jodeau Senior
- Eric Godon - padre Lesy
- Patrice Valota - Comte de Vully
- Jean-Louis Sbille - Henri
- Lizzie Brocheré - Sabine